# Celina (step)

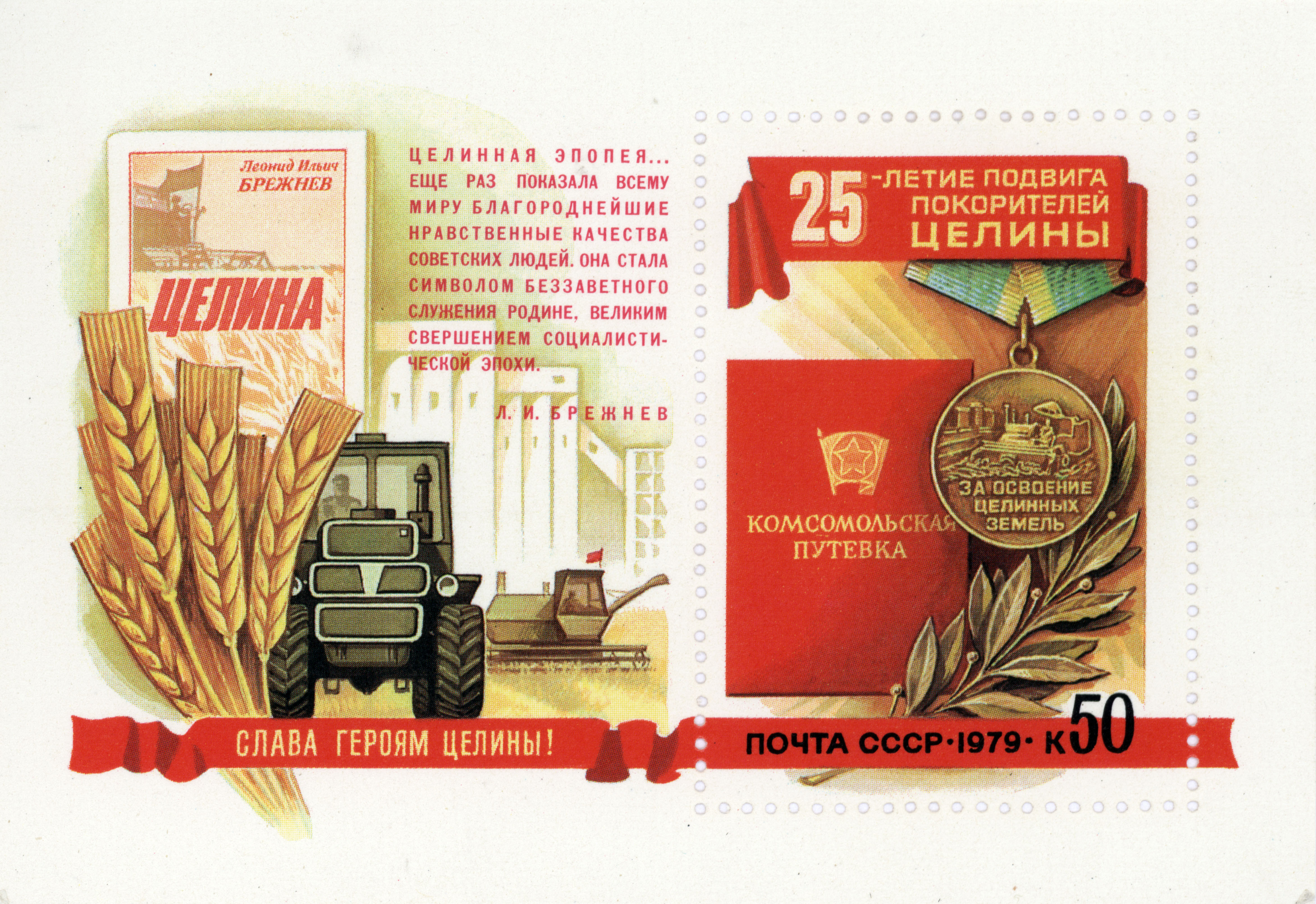
Celina - 25. výročí

Celina je označení pro neobdělávanou travnatou půdu (step) v Rusku a dalších státech bývalého SSSR určenou pro zemědělské využití. Podle velkolepých plánů Nikity Chruščova se velké oblasti celin začaly od roku 1954 rozorávat do rozměrných honů a používat jako zemědělská půda pro pěstování obilí. Do těchto oblastí pak přicházelo velké množství obyvatelstva. Dnešní kazachstánské hlavní město Astana, které se původně jmenovalo Akmolinsk, bylo v roce 1961 přejmenováno na Celinograd.
Výnosy obilí na celinách byly velice nízké, proto se s jejich obděláváním skončilo v roce 1971.